# UFO gakuen no himitsu
«Таємниця школи НЛО» (яп. UFO学園の秘密, UFO gakuen no himitsu) — японський аніме-фільм, знятий Ісаму Імакаке. Японська прем'єра стрічки відбулась 10 жовтня 2015 року.

## Голосовий акторський склад
- Дженніфер Білс — Інкар
- Такахіро Фудзівара — Такаміне
- Бандзьо Гінга — Маруі
- Хатано Ватару — Ейсуке
- Тецуя Какіхара — Тайлер